# Palazzo Ferri Cini

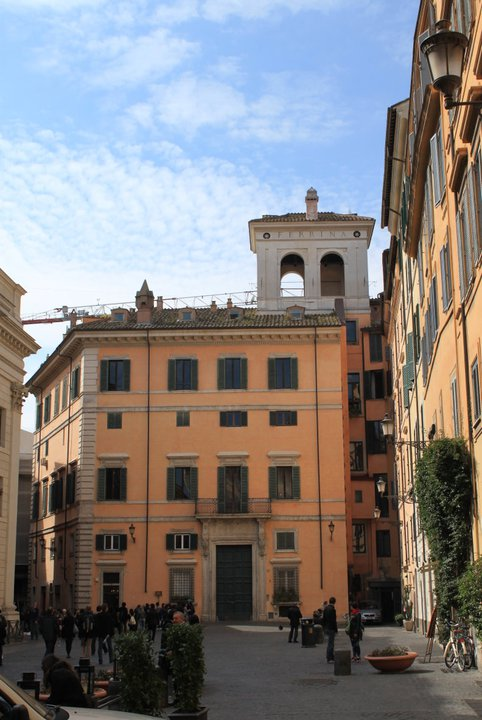
Vista do palácio na Piazza di Pietra.

Palazzo Ferri Cini é um palácio localizado na Piazza di Pietra, na saída pela Via dei Pastini, no rione Colonna de Roma. 

## História
A estrutura deste palácio remonta a uma casa adequirida no início do século XVII pelo rico comerciamente da cidade úmbria de Calvi, Demofonte Ferrini. O edifício foi projetado por Onorio Longhi como uma apliação desta residência, que era caracterizada por uma decoração esplêndida, provavelmente representando as virtudes teologais e uma mulher representando a cidade de Roma, da qual nada restou. As obras ocorreram lentamente e o palácio foi terminado somente em 1743, já sob a direção de Ferdinando Fuga, quando a propriedade era propriedade dos monges agostinianos de Calvi, a quem os Ferrini a haviam vendido. No final do século XVIII, o palácio foi adquirido pelo conde Giuseppe Cini, que o adaptou às suas próprias necessidades, incluindo uma nova decoração, uma inscrição ("IOSEPH CINI") acima do portal e o belíssimo belvedere aberto em dois arcos decorado com o brasão dos Cini e a inscrição FERRINA, uma referência à família do antigo proprietário. No beiral estão presentes esculturas de pombas com espigas de trigo no bico, uma referência à mulher de Demofonte Ferrini, Aurelia Grana, e um anjo com uma espada e a estrela dos Ferrini.